# Jornal Oficial da União Europeia
O Jornal Oficial da União Europeia é o jornal oficial da  União Europeia desde a entrada em vigor do Tratado de Nice, em 1 de fevereiro de 2003.

## História
O Jornal Oficial substituiu o anterior Jornal Oficial da Comunidade Europeia do Carvão e do Aço, que foi publicado a partir de 30 de dezembro de 1952. Este foi renomeado Jornal Oficial da Comunidade Europeia, com a criação da Comunidade Europeia antes de tomar o seu título atual, com a criação da União Europeia.

## Publicação
É publicado diariamente (de segunda a sexta), nas línguas oficiais dos Estados Membros da União Europeia. Em caso de urgência pode ser publicado ao sábado, domingo e dias feriados).
O Jornal Oficial é publicado sob forma eletrónica. Apenas a edição eletrónica faz fé e produz efeitos jurídicos.
Só os atos jurídicos publicados no Jornal Oficial são vinculativos.

## Conteúdo
São publicados no Jornal Oficial:
- Os atos legislativos;
- Os regulamentos, as diretivas dirigidas a todos os Estados-Membros, bem como as decisões que não indiquem destinatário.

As outras diretivas e as decisões que indiquem um destinatário são notificadas aos respetivos destinatários, produzindo efeitos mediante essa notificação.
As normas publicadas no Jornal Oficial entram em vigor na data por eles fixada ou, na falta desta, no vigésimo dia seguinte ao da sua publicação.

## Séries
O Jornal Oficial da União Europeia compreende duas séries: 
- A série L contém a legislação da UE, incluindo regulamentos, diretivas, decisões, recomendações e pareceres.
- A série C contém relatórios e anúncios, incluindo as sentenças do Tribunal de Justiça Europeu e do Tribunal Europeu de Primeira Instância.[3]